# Noël Marie Paymal Lerebours

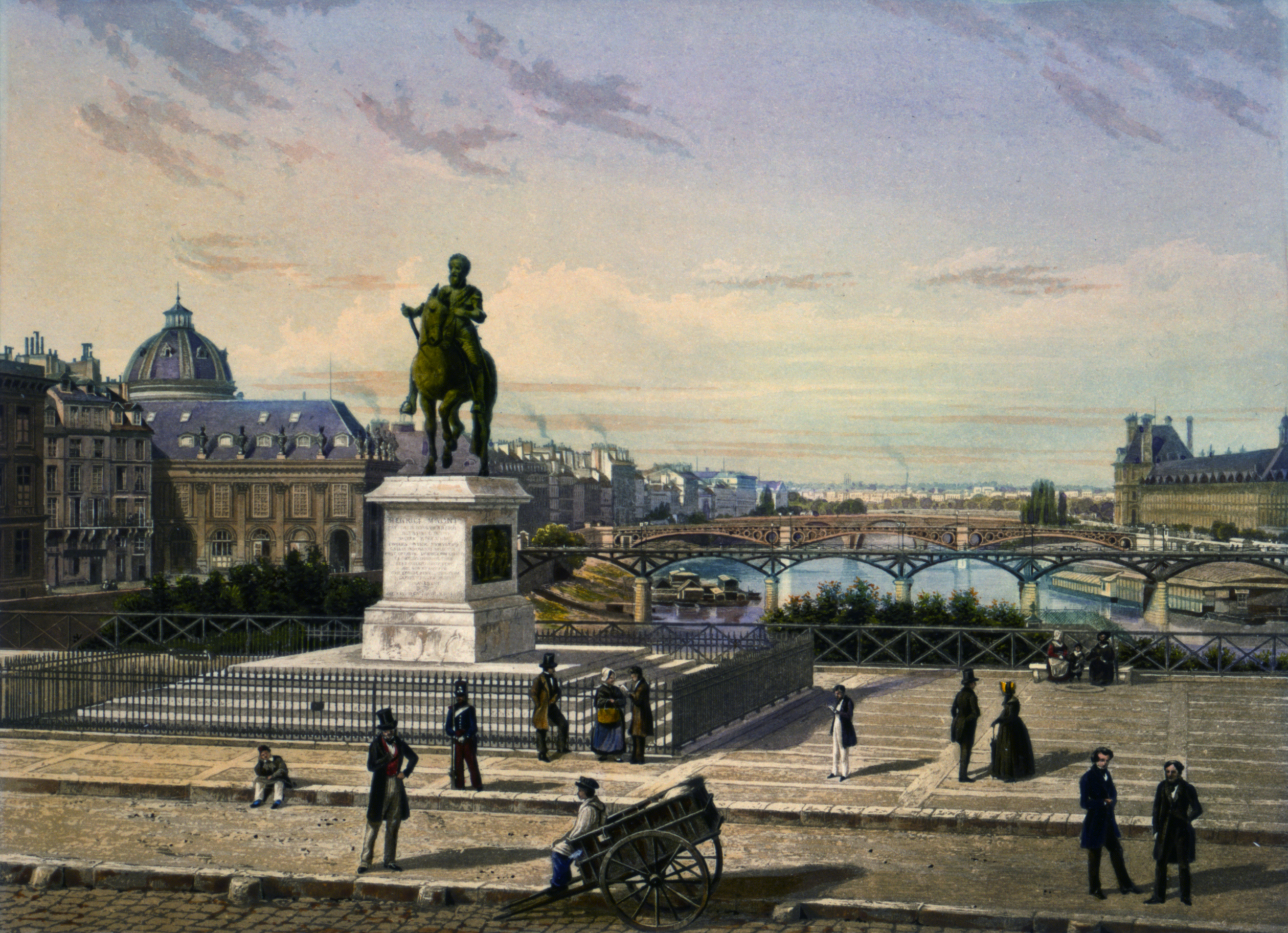
Pont Neuf, Paříž, tisk založený na daguerrotypii, vlevo je socha Jindřicha IV., lept a akvatinta, ručně kolorováno, ilustrace z: „Excursions Daguerriennes“, Paris: Rittner et Goupil, 1842, list 20

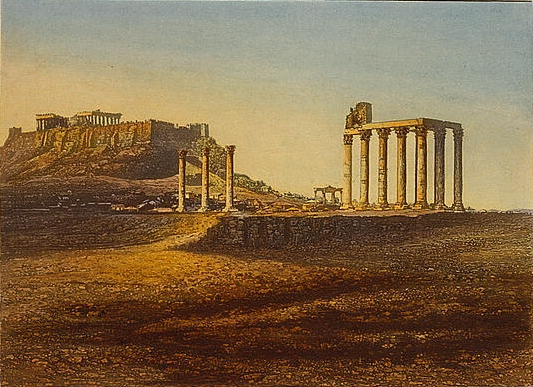
Akropolis, Athény

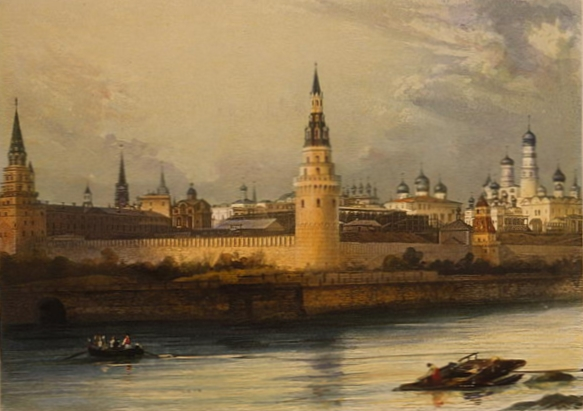
Kreml, Moskva

Noël Marie Paymal Lerebours (15. února 1807 Neuilly – 24. července 1873) byl francouzský optik, fotograf a vydavatel.

## Život a dílo
Narodil se 15. února 1807 jako syn Marie Jeanne Françoise Paymalové, švadleny z Paříže (narozené ve Vitry-sur-Marne), otec byl neznámý. V literatuře se vyskytuje často s křestním jménem Nicolas místo Noël, což však není správně. Dne 11. června 1836 je adoptoval Jean Noël Lerebours (1761–1840), francouzský optik, který byl v roce 1800 jmenován optikem námořnictva, astronomické instituce Bureau des Longitudes a také dodavatelem královské rodiny. Stal se známý dokonalostí svých objektivů. Po smrti adoptivního otce v únoru 1840 po něm převzal firmu, existující od roku 1789, kterou Noël Paymal provozoval na Place du Pont-Neuf 13 v Paříži, kde byla v provozu až od roku 1830.
Byl nadšený daguerrotypií – prvním fotografickým procesem, který byl vyvinut v roce 1839. Jen krátce po představení metody Louisem Daguerrem pověřil Lerebours malíře Horace Verneta a jeho synovce Frederic Goupil-Fresqueta, aby vyfotografovali nejvýznamnější architektonické památky a pozoruhodnosti ve světě nebo získali již existující fotografie ze Spojených států, Ruska a dalších zemí.
V roce 1841 vystavil v Paříži 1500 portrétů v prvním komerčním ateliéru Francie. Doba expozice byla tehdy v průměru osm minut. V témže roce vydal v Paříži první obrázkovou knihu vůbec „Excursions Daguerriennes. Collection de 50 planches representant les vues et les monuments les plus remarquables du globe“. Publikace sklidila obrovský úspěch a tak o rok později v roce 1842, následoval její druhý svazek: „Nouvelles Excursions Daguerriennes“, ve které bylo otištěno celkem 114 fotografií.
Z tiskařských důvodů nemohly být použity originální daguerreotypie, ani nemohly být přeneseny na papír přímými fotomechanickými prostředky, byla použita metoda gravírování (ocelové rytiny), pro kterou se podle fotografického obrazu připravila a vyrobila šablona, která byla tak detailní a rozšířena o informace, které fotoaparát na výjevech nezdokumentoval, jako například mraky, lodě, zvířata nebo osoby. Jedním z grafiků, kteří pro Lerebourse pracovali, byl také Charles-François Daubigny (1817–1878) – jeden z mistrů tohoto média.
V roce 1844 Lerebours vyrobil patnáctipalcový dalekohled – jeden z největších na světě – jeden z největších svého času – a který získala francouzská instituce Bureau des Longitudes.
V roce 1855 Lerebours poprvé použil otočnou clonu se třemi různými otvory, které se nastavovaly na přední straně objektivu. Ve stejném roce začal spolupracovat jako partner se švýcarským profesorem matematiky v Lausanne Louisem Secretanem (1804–1867). Společnost byla přejmenována na Lerebours & Secretan a rozšířena. Secretan se v roce 1855 stal jediným vlastníkem společnosti, která změnila svůj název, ale jako Lerebours & Secretan pokračovala až do 80. let.
Noël Marie Paymal Lerebours zemřel 24. července 1873.

## Galerie

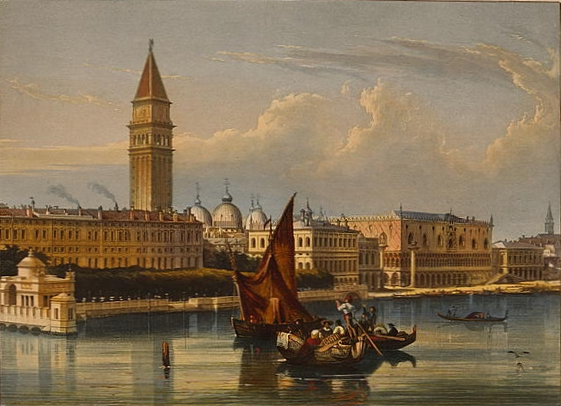
Canal Grande, Benátky
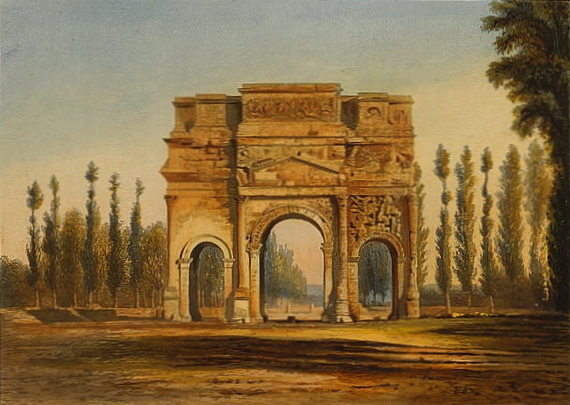
Vítězný oblouk v Paříži
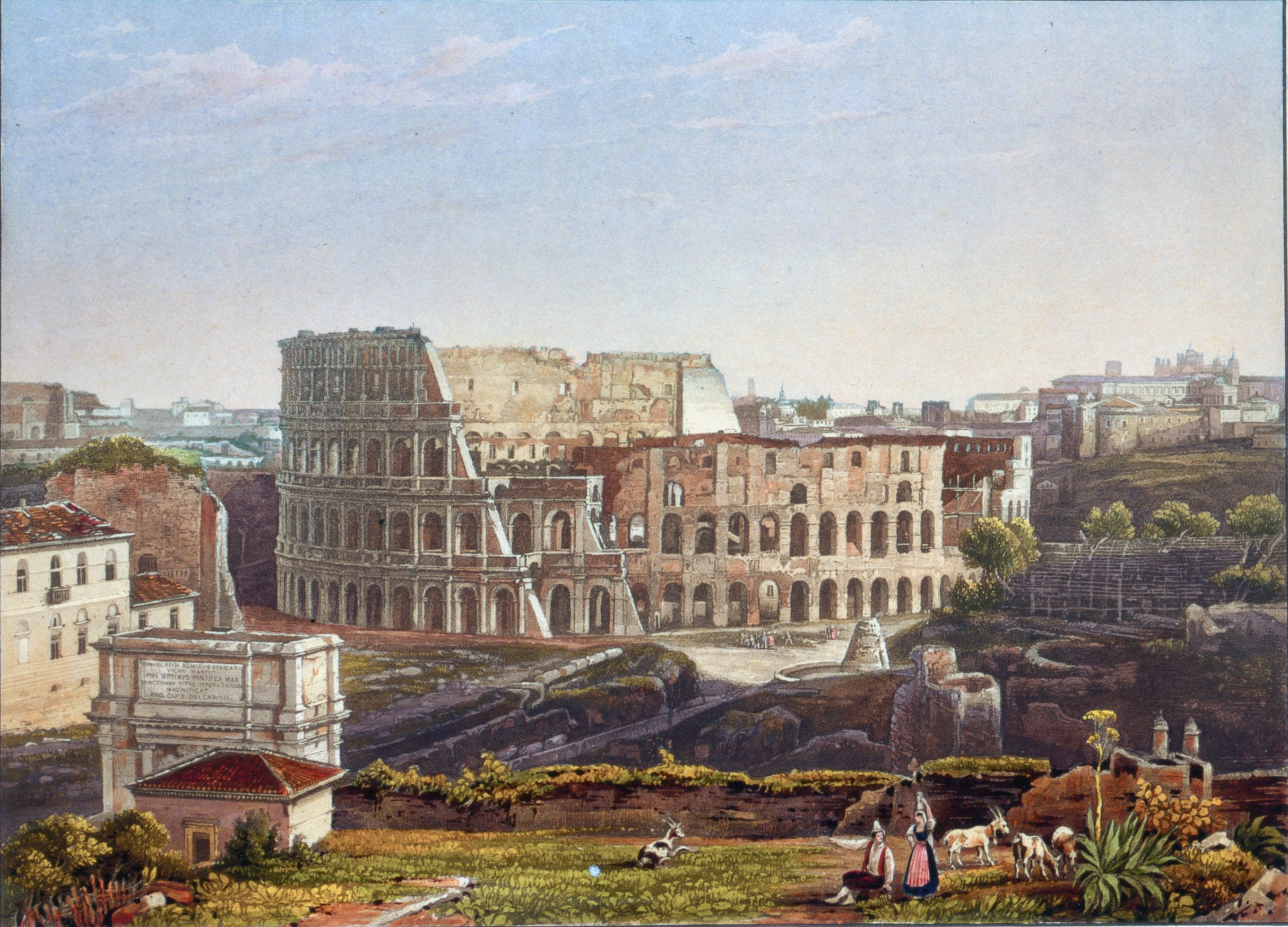
Koloseum v Římě
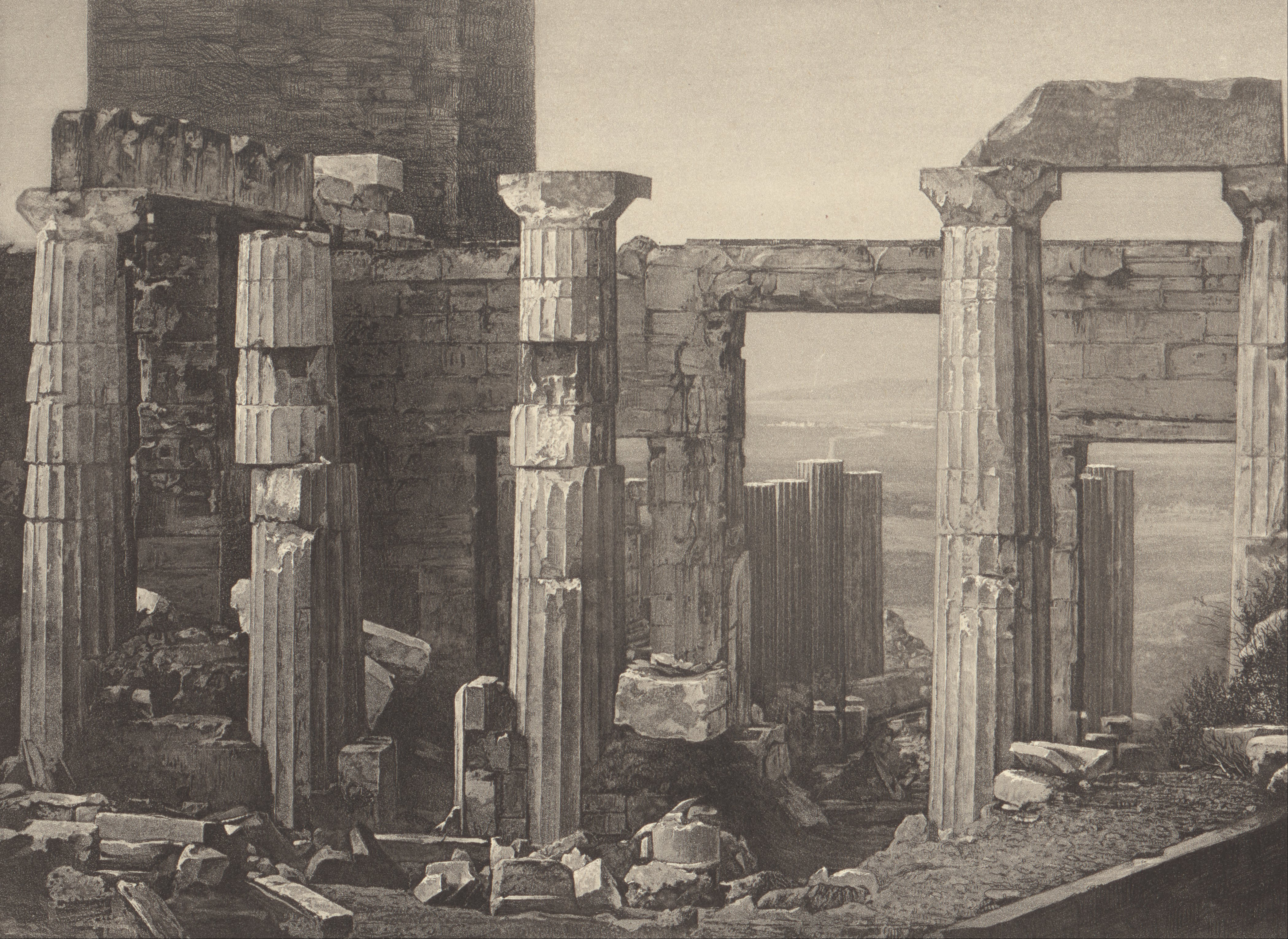
Les Propylees a Athenes, Řecko
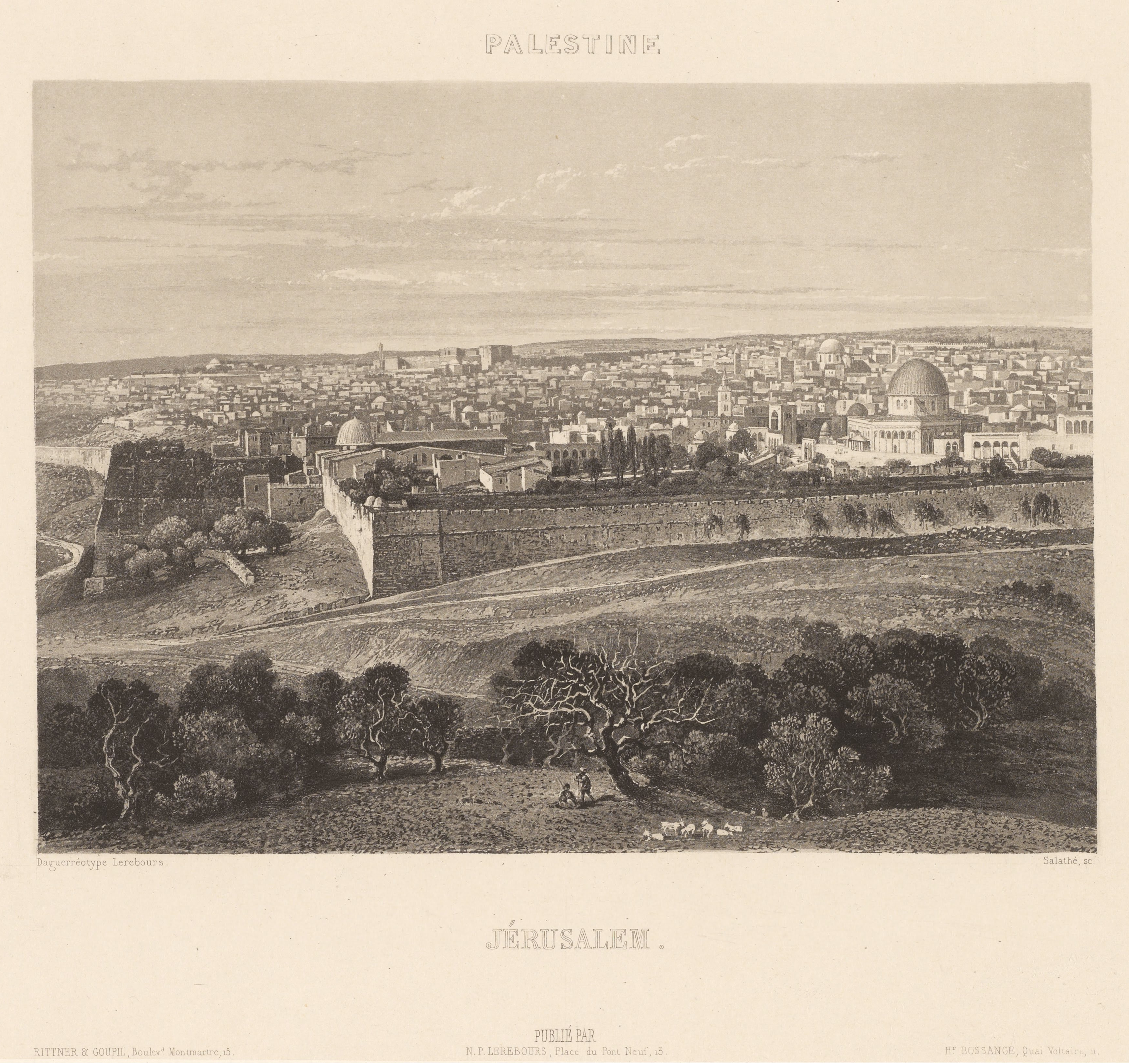
Jeruzalém